# Cilukrak
Cilukrak is een bestuurslaag in het regentschap Cirebon van de provincie West-Java, Indonesië. Cilukrak telt 3152 inwoners (volkstelling 2010).